# Oswald Holmberg

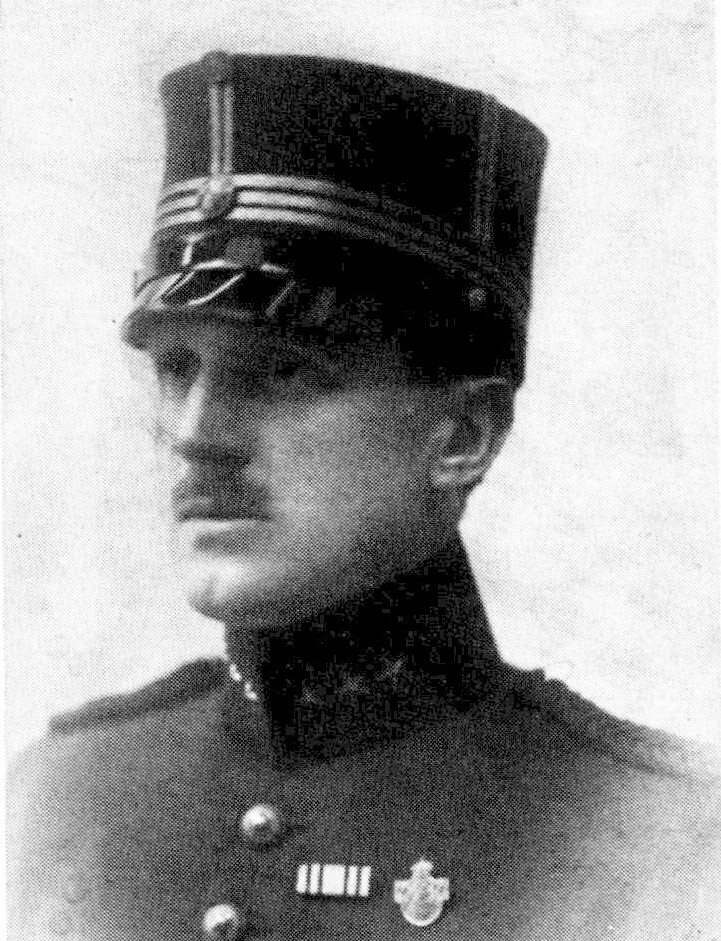

Oswald Holmberg (Malmö, 17 de julho de 1882 — Malmö, 11 de fevereiro de 1969) foi um ginasta sueco que competiu em provas de ginástica artística.
Holmberg é o detentor de duas medalhas olímpicas, conquistadas em duas distintas edições: na primeira, os Jogos de Londres, em 1908, competiu como ginasta na prova coletiva. Ao lado de outros 37 companheiros, conquistou a medalha de ouro, após superar as nações da Noruega e da Finlândia. Nas Olimpíadas de Estocolmo, conquistou nova medalha de ouro, em outra prova coletiva, a por equipes estilo sueco. Nos Jogos Intercalados de 1906, foi ainda medalhista de bronze na prova do cabo-de-guerra.